# مفهوم الأكتينيد
في الكيمياء النووية، اقترح مفهوم الأكتينيدات أن الأكتينيدات تشكل سلسلة انتقالية داخلية ثانية متماثلة مع اللانثانيدات. تنبع أصولها من ملاحظة الخصائص الشبيهة باللانثانيد في عناصر ما بعد اليورانيوم على عكس الخصائص الكيميائية المعقدة للأكتينيدات المعروفة سابقًا. اقترح جلين تي سيبورج، أحد الباحثين الذين ابتكروا عناصر ما بعد اليورانيوم، مفهوم الأكتينيد في عام 1944 كتفسير للانحرافات الملحوظة وفرضية لتوجيه التجارب المستقبلية. تم قبوله بعد ذلك بوقت قصير، مما أدى إلى سلسلة جديدة من الأكتينيد تشتمل على عناصر 89 (أكتينيوم) إلى 103 (لورنسيوم) أسفل اللانثانيدات في الجدول الدوري لعناصر ديمتري مندليف.

جدول دوري يوضح حالة الثوريوم واليورانيوم كمعادن انتقالية. على الرغم من أن الهافنيوم لم يكن معروفًا في ذلك الوقت ، كان يُفترض أن الثوريوم يتبع دورية المجموعة 4 وبالتالي تم وضعه هناك ، وتم وضع اليورانيوم في المجموعة 6 أسفل التنجستن

في نهاية الثلاثينيات من القرن الماضي، عُرفت أول أربعة أكتينيدات (الأكتينيوم والثوريوم والبروتكتينيوم واليورانيوم). كان يُعتقد أنه يشكل سلسلة رابعة من المعادن الانتقالية، تتميز بملء المدارات، حيث كان الثوريوم والبروتكتينيوم واليورانيوم متجانسين مع الهافنيوم والتنتالوم والتنغستن. تم قبول هذا الرأي على نطاق واسع حيث كشفت التحقيقات الكيميائية لهذه العناصر عن العديد من حالات الأكسدة العالية وخصائص مشابهة جدًا للمعادن الانتقالية. ومع ذلك، اقترح البحث في نظرية الكم من قبل نيلز بور والمنشورات اللاحقة أن هذه العناصر يجب أن تشكل سلسلة 5f مماثلة لللانثانيدات، مع حسابات أن الإلكترون الأول يجب أن يظهر في النطاق من العدد الذري 90 (الثوريوم) إلى 99 (أينشتينيوم). وهكذا، فإن التناقضات بين النماذج النظرية والخواص الكيميائية المعروفة جعلت من الصعب وضع هذه العناصر في الجدول الدوري.
ربما ظهر مفهوم الأكتينيد لأول مرة في جدول دوري مكون من 32 عمودًا تم إنشاؤه بواسطة ألفريد ويرنر في عام 1905. عند تحديد ترتيب اللانثانيدات في الجدول الدوري، وضع الثوريوم باعتباره المتماثل الأثقل للسيريوم، تاركًا مساحات للعناصر المشعة الافتراضية في الفترة السابعة، على الرغم من أنه لم يؤسس الترتيب الصحيح للأكتينيدات المعروفة.
بعد اكتشاف عنصري النبتونيوم والبلوتونيوم عبر اليورانيوم في عام 1940 والتحقيقات الأولية في كيميائهم، تم تحدي وضعهم كسلسلة معدنية انتقالية رابعة. أظهرت هذه العناصر الجديدة خصائص مختلفة تشير إلى تشابه كيميائي وثيق مع اليورانيوم بدلاً من نظائرها المعدنية الانتقالية المفترضة. أثارت التجارب اللاحقة التي استهدفت عنصري الأميريسيوم والكوريوم غير المعروفين المزيد من الأسئلة. سيبورج وآخرون. لقد فشل في تحديد هذه العناصر على أساس أنها معادن انتقالية، ولكن تم فصلها واكتشافها بنجاح في عام 1944، بعد افتراض أنها ستكون مشابهة كيميائيًا لللانثانيدات. أيدت تجارب أخرى فرضية سلسلة الأكتينيد (المشار إليها فيما يلي باسم «ثوريد» أو «يورانيدات»). أشارت دراسة طيفية في مختبر لوس ألاموس الوطني أجراها ماكميلان وول وزكرياسن إلى أنه تم ملء 5 مدارات بدلاً من مدارات 6d. ومع ذلك، لم تتمكن هذه الدراسات من تحديد العنصر الأول بشكل لا لبس فيه مع إلكترونات 5f وبالتالي العنصر الأول في سلسلة الأكتينيد.

## قبول
دفعت اكتشافات الأميريسيوم والكوريوم في ظل الفرضية القائلة بأنها تشبه اللانثانيدات إلى دفع سيبورج إلى اقتراح مفهوم سلسلة الأكتينيدات على زملائه في عام 1944 - مع الفرضية المركزية التي تكون متشابهة مع اللانثانيدات وملء المدارات f. على الرغم من صحتها الواضحة، إلا أنهم لم يوصوا Seaborg بتقديم اتصال إلى الأخبار الكيميائية والهندسية، خوفًا من أنها كانت فكرة جذرية من شأنها أن تدمر سمعته. ومع ذلك قدمها وحظيت بقبول واسع. وهكذا وضعت الجداول الدورية الجديدة الأكتينيدات تحت اللانثانيدات. بعد قبوله، أثبت مفهوم الأكتينيد أنه محوري في العمل الأساسي لاكتشافات العناصر الثقيلة، مثل البركليوم في عام 1949. شرح مفهوم الأكتينيد بعض الخصائص المرصودة لأول عدد قليل من الأكتينيدات، أي وجود +4 إلى +6 حالات الأكسدة، والتهجين المقترح لمداري 5f و 6d ، اللذين تبين أن إلكتروناتهما مرتبطة بشكل فضفاض بهذه العناصر. كما دعمت النتائج التجريبية لاتجاه نحو +3 حالات أكسدة في العناصر التي تتجاوز الأمريسيوم.
أدت التوضيحات الإضافية حول مفهوم الأكتينيد إلى قيام Seaborg باقتراح سلسلتين إضافيتين من العناصر المستمرة في الدوري المحدد. اقترح سلسلة من المعاملات من العدد الذري 104 إلى 121 وسلسلة من العدد الذري 122 إلى 153.